# SŽD-Baureihe ВЛ80
Die SŽD-Baureihe ВЛ80 (transkribiert WL80) ist eine für 25 kV 50 Hz Wechselspannung ausgelegte Doppellokomotive der SŽD und deren Nachfolgegesellschaft RŽD für den Güterverkehr. Die Abkürzung BЛ (WL) steht für die Initialen von Wladimir Iljitsch Lenin.
Die Baureihe wurde während über dreißig Jahren in verschiedenen Modifikationsstufen gebaut, die sich durch einen an den Grundtyp angesetzten Buchstaben unterscheiden. Im gesamten haben über viertausend Lokomotiven ВЛ80 die Elektrolokomotivenfabrik Nowotscherkassk verlassen. Im mechanischen Teil entspricht die Lokomotive der Gleichstromlokomotive der SŽD-Baureihe ВЛ10.

## Baureihen und Modifkationsstufen
- ВЛ80 (translit. WL80): Erste Baureihe, die ursprünglich mit Quecksilberdampfgleichrichter ausgerüstet war und später auf Silizium-Brückengleichrichter umgebaut wurde.
- ВЛ80K (translit. WL80K, russisch кремниевые полупроводниковые выпрямители) Die von 1963 bis 1971 gebaute Modifikationsstufe ist mit Silizium-Brückengleichrichter und verbesserter Sekundärfederung ausgestattet, von der  695 Stück gebaut wurden.
- ВЛ80T (translit. WL80T, russisch тормоз für Bremse) Ab 1967 wurde diese mit elektrischer Widerstandsbremse gebaut, von der bis zum Jahr 1984, 1317 Lokomotiven das Werk verließen.
- ВЛ80P (translit. WL80R, russisch рекуперативное торможение) Bei der mit Rekuperationsbremse ausgestatteten Bauart wurden die Gleichrichter durch Gleichstromsteller ersetzt. Die stufenlose Zugkraftregelung und die Rekuperationsbremse machten diese Einheiten besonders geeignet für den Einsatz auf den Gebirgsstrecken im Kaukasus und im Osten von Sibirien. Bis 1986 wurden 373 Stück dieser Baureihe gebaut.
- ВЛ80C (translit. WL80S, russisch система многих единиц, abgek. СМЕ) Diese Baureihe wurde von 1979 bis 1995 in 2746 Einheiten gebaut. Es ist die zahlenmäßig größte Baureihe und verfügt über eine Vielfachsteuerung.
- ВЛ80CM (translit. WL80SM) war ein Versuch, die ВЛ80C nach dem Zusammenbruch der Sowjetunion zu modernisieren. Es wurden nur vier Stück gebaut, die alle dem Depot Bataisk zugeteilt sind.

Neben den oben aufgeführten Baureihen, wurden die folgenden Lokomotiven entwickelt, welche nie genügend ausgereift für die Serienfertigung waren:
- ВЛ80а:  Variante mit Asynchronmotoren
- ВЛ80б: Variante mit bürstenlosen Gleichstromfahrmotoren
- ВЛ80вр: Variante der ВЛ80б mit Rekuperationsbremse
- ВЛ81: Variante der ВЛ80 mit vollabgefederten Fahrmotoren und Tiefzuganlenkung der Drehgestelle
- ВЛ84: aus der ВЛ81 weiter entwickelte achtachsige Doppellokomotive, welche die ВЛ80 ablösen sollte.

## Technik
Die Lokomotive besteht aus zwei autonomen Lokomotivhälften, die in Vielfachsteuerung betrieben werden. Die Baureihe ВЛ80C erlaubt auch den Betrieb von drei und vier Sektionen. Einige ВЛ80P wurden mit drei Sektionen geliefert.
Jede Lokhälfte wird von zwei baugleichen Drehgestellen mit geschweißten Rahmen getragen. Die Primärfederung ist mit Blatt- und Schraubenfedern ausgeführt. Die Zugkraft der beiden Tatzlagermotoren vom Typ TED NB-418K6 wird über die Drehzapfen der Drehgestelle übertragen. Die Fahrmotoren sind an beiden Wellenenden mit Getrieben versehen, die eine Übersetzung von 1:5,176 haben.
Der Lokkasten jeder Lokhälfte ist mit einem Stromabnehmer über dem Führerstand und einem Hauptschalter ausgerüstet. Im Kasten befinden sich der Transformator, die beiden Gleichrichter und der Stufenschalter EKG-8G. Bei den Lokomotiven der Baureihe ВЛ80P sind an Stelle der letzten beiden Geräte zwei Gleichstromsteller VIP-2200 eingebaut.
Die Hilfsbetriebe werden über einen Phasenspalter mit Drehstrom versorgt. Die Spannung der Hilfsbetriebewicklung lässt sich durch einen manuell zu betätigenden Hochspannungsschalter am Transformator in drei Stufen regeln, so dass das Drehstromnetz im Bereich von 19 kV bis 29 kV Fahrleitungsspannung unter Nominallast mit 380 V versorgt wird.
Die Steuerstromkreise werden über einen Transformator mit Regulierwicklung, mit nachfolgender Diodenbrücke und Glättungsdrosseln mit 50 V versorgt.
Der Stufenschalter EKG-8G verfügt über 30 stromlos zu schaltende Kontakte und 4 Lastschalter. Der Antrieb des Stufenschalter erfolgt mit einem 50 V Gleichstrommotor, der eine Leistung von 550 Watt hat. Zwei Überschaltspulen verhindern Überströme beim Zuschalten der Stufen.

## Einsatzländer
Die Bahngesellschaften der Nachfolgestaaten der Sowjetunion haben die Loks von der SŽD übernommen. Sie tragen folgende Bezeichnungen:
- Russland: RŽD ВЛ80
- Belarus: BC УЛ80
- Ukraine: UZ ВЛ80
- Kasachstan: KTZ ВЛ80
- Usbekistan: UTY ВЛ80

## Modifikationen
In der Ukraine ist bekannt, dass eine große Anzahl der Lokomotiven in eine Einsektionslokomotive für den Personenzugdienst umgebaut wurde, da bei den Lokomotiven für den Güterzugdienst um 2000 ein Überhang bestand. Die Lokomotiven wurden ab 2004 mit zwei Führerständen ausgerüstet, erhielten die Einrichtungen für den Betrieb des Personenverkehrs und wurden als die Reihe ВЛ40U bezeichnet.
Es wurden mehr als 80 Fahrzeuge umgebaut.